# Musée Eugène-Aulnette
 (avril 2021).
Le musée Eugène-Aulnette, installé au Sel-de-Bretagne, est consacré au sculpteur et militant Eugène Aulnette, figure marquante de la commune.

## Eugène Aulnette

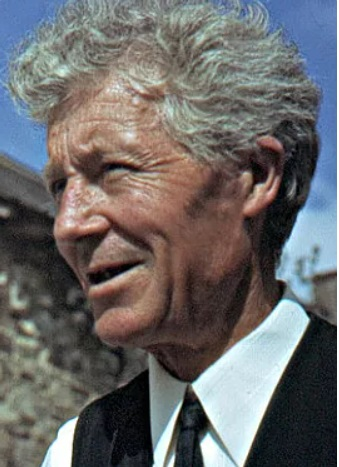
Portrait du sculpteur Eugène Aulnette

Né au Sel-de-Bretagne en 1913, Eugène commence à sculpter à l'âge de 7 ans avec un couteau qu’il a reçu pour son anniversaire. Il étudie ensuite la sculpture à l’École des Beaux-Arts de Rennes, puis ouvre son propre atelier au Sel-de-Bretagne en 1942.
Il ne quittera alors plus son village natal, qui va devenir son terrain de jeu artistique mais aussi le lieu de ses engagements où sa vision d’un monde ouvert, chaleureux et tourné vers l’autre va prendre vie. Il anime la vie culturelle de la commune, et pas seulement par son travail artistique. 
Il sculpte majoritairement le bois, plus ponctuellement la pierre. Il puise son inspiration dans les formes faussement simples de l’art roman et tire ses sujets de l’histoire bretonne et de l’art religieux, qui sont selon lui des domaines « où l'on peut s'étendre à l'infini ».
Animateur infatigable de la vie du Sel-de-Bretagne, Eugène Aulnette a contribué au dynamisme associatif et culturel de la commune. Il ouvre, en 1962, le Musée des Arts et Traditions populaires, situé juste en face du Musée Eugène Aulnette, derrière la mairie. Il participe aussi à la création de l'Ecole de musique Les Menhirs en 1964. De plus, dans les années 1960, il créé également le Syndicat d'initiatives du Sel-de-Bretagne, il réintroduit les traditionnelles veillées aux châtaignes, le feu de la Saint-Jean et les Fest-noz. 
Il est également un écologiste convaincu, très opposé au remembrement, et il a entretenu seul les chemins de randonnée des années 1960 à sa mort en 1991.

## Le musée

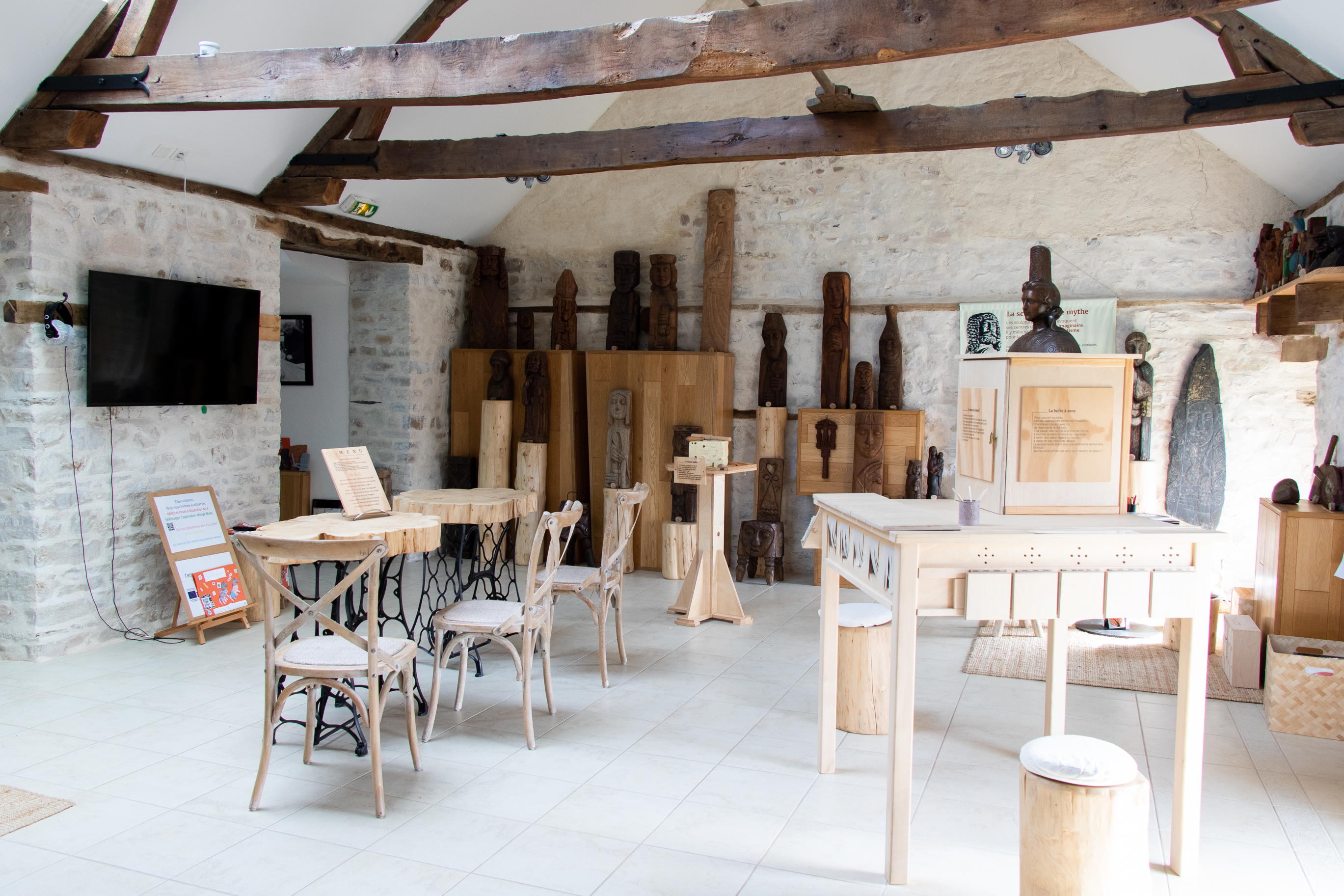
Vue du musée

Le musée consacré à Eugène Aulnette a été créé en 2007 et sa scénographie a été rénovée en 2017. Équipement communautaire de Bretagne Porte de Loire Communauté, le musée est co-animé avec l’association des Amis du Musée d’Eugène (AME).
Outre l’exposition permanente, le musée propose un programme d’animations à l’année et accueille des expositions temporaires sur des thèmes  variés correspondant aux centres d'intérêts d'Eugène Aulnette : l'art sous toutes ses formes, la Bretagne et la Celtie en général, l'écologie, le patrimoine, l'ouverture sur le monde.
Son entrée est gratuite. Il est ouvert principalement le dimanche après-midi de septembre à juin et tous les après-midi de 14h30 à 18h sauf le mardi en juillet et en août. Il est également ouvert pour les animations et visites de groupes sur réservation.
Le musée est complété d’une balade audioguidée à travers Le Sel-de-Bretagne : « Passons la lande avec Eugène ».